# Blind Guardian
Blind Guardian är ett tyskt power-/speed metal-band. Bandet gav ut sin första demo 1985 under namnet Lucifer's Heritage. Några av deras låtar är inspirerade av J.R.R. Tolkiens verk, exempelvis hela albumet Nightfall in Middle-Earth. Deras stora genombrott kom med skivan Follow the Blind där låten "Valhalla" blev den mest kända.
2006 släpptes skivan A Twist in the Myth, där musiken främst definieras av en mäktig bas och starkare baskaggar och 2010 kom deras album At the Edge of Time samt singeln "A Voice in the Dark".
Blind Guardian är kända som en av nyckelakterna inom europeisk power metal.

## Medlemmar
Nuvarande medlemmar
- Hansi Kürsch – basgitarr (1986–1995), sång (1986– )
- André Olbrich – sologitarr (1986– )
- Marcus Siepen – rytmgitarr (1987– )
- Frederik Ehmke – trummor, slagverk, flöjt, säckpipa (2005– )

Tidigare medlemmar
- Marcus Dork – gitarr (1985)
- Christoff Theissen – gitarr (1986)
- Hans-Peter Frey – trummor (1986)
- Thomas "The Omen" Stauch – trummor (1987–2005)

Bidragande musiker
- Kai Hansen – gitarr, sång (1989–1992)
- Mathias Wiesner – keyboard, orkestrering (1989-2002), basgitarr (1992)
- Thomas Hackmann (studio) – bakgrundssång (1990– )
- Rolf Köhler (studio) – bakgrundssång (1990-2007; död 2007)
- Billy King (studio) – bakgrundssång (1992– )
- Oliver Holzwarth (studio, live) – basgitarr (1997—2011)
- Olaf Senkbeil (studio) – bakgrundssång (1997– )
- Michael "Mi" Schüren (studio, live) – keyboard, piano (1997– )
- Max Zelzner – flöjt (1998)
- Alex Holzwarth (live) – trummor (2002–2003)
- Pat Bender (studio) – keyboard, ljudeffekter (2002–2006)
- Matthias Ulmer (studio) – keyboard, piano (2007– )
- Barend Courbois (studio, live) – basgitarr (2015– )

## Diskografi
Demo
- 1985 – Symphonies of Doom
- 1986 – Batallions of Fear
- 1989 – Live Promo
- 1990 – Demo 1990
- 1991 – Demo IV

Studioalbum
- 1988 – Battalions of Fear
- 1989 – Follow the Blind

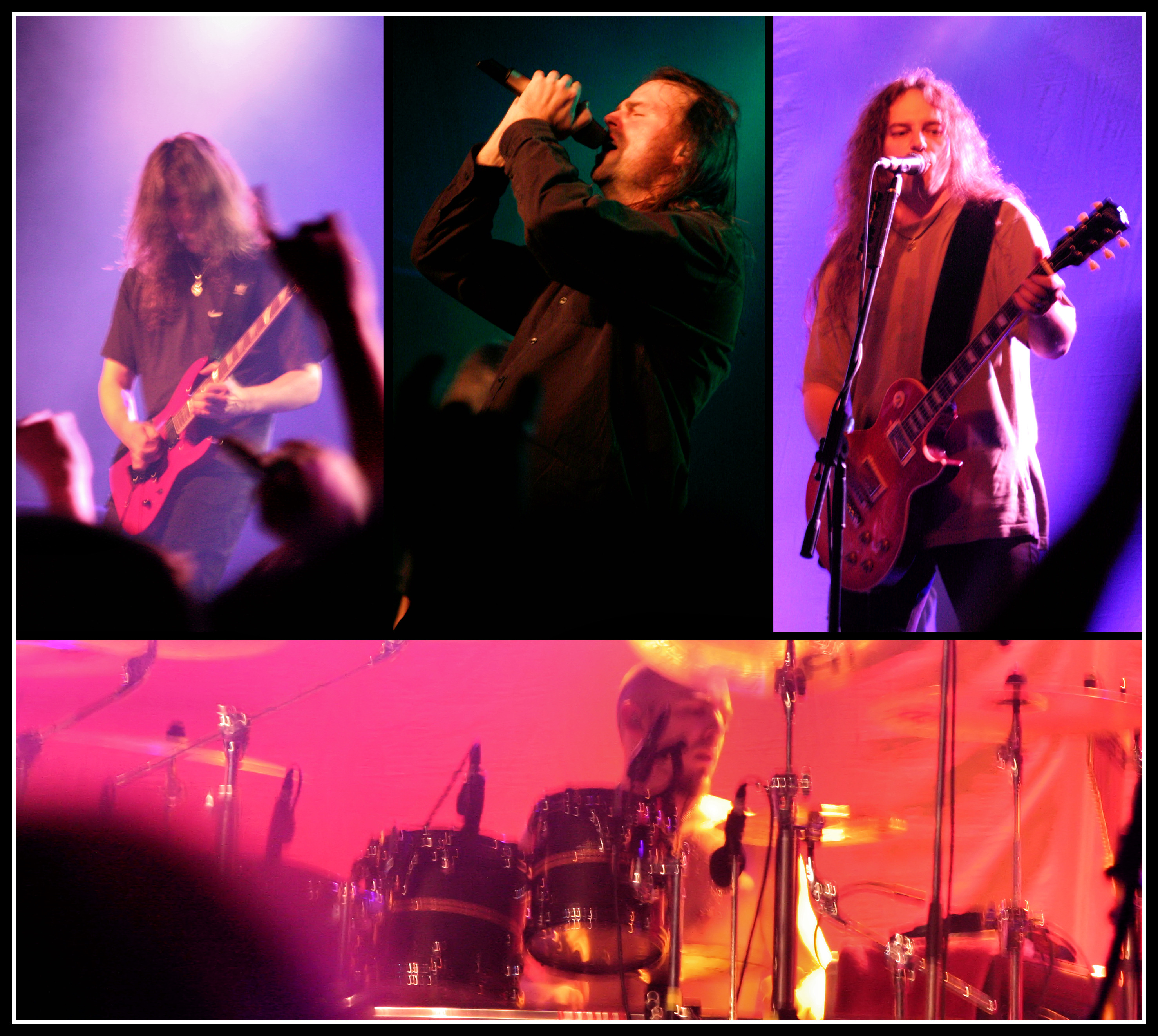
Blind Guardian live 2006.

- 1990 – Tales from the Twilight World
- 1992 – Somewhere Far Beyond
- 1995 – Imaginations from the Other Side
- 1996 – The Forgotten Tales
- 1998 – Nightfall in Middle-Earth
- 2002 – A Night at the Opera
- 2006 – A Twist in the Myth
- 2010 – At the Edge of Time
- 2015 – Beyond the Red Mirror
- 2019 – Twilight Orchestra: Legacy of the Dark Lands
- 2022 – The God Machine

Livealbum
- 1993 – Tokyo Tales
- 2003 – Live
- 2010 – The Sacred Worlds and Songs Divine Tour
- 2017 – Live Beyond The Spheres

EP
- 2007 – Another Stranger Me
- 2018 – The Tides of War - Live at Rock Hard Festival 2016

Singlar
- 1989 – "Banish from Sanctuary"
- 1995 – "A Past and Future Secret"
- 1995 – "Bright Eyes"
- 1996 – "Blind Guardian Plays Beach Boys"
- 1996 – "Live in Bangkok"
- 1996 – "Mr. Sandman"
- 1998 – "Mirror Mirror"
- 2001 – "And Then There Was Silence"
- 2003 – "The Bard's Song (In the Forest)"
- 2006 – "Fly"
- 2007 – "Another Stranger Me"
- 2010 – "A Voice in the Dark"
- 2014 – "Twilight of the Gods"
- 2019 – "This Storm"

Samlingsalbum
- 2007 – The Remasters
- 2012 – Memories of a Time to Come
- 2013 – A Traveler's Guide to Space and Time
- 2014 – Nuclear War: The Best of Blind Guardian - The Nuclear Blast Years
- 2018 – 1988-2003 (4 x 12" vinyl box)

Video
- 2004 – Imaginations Through the Looking Glass (DVD)